# Santiago Huauclilla
Santiago Huauclilla là một đô thị thuộc bang Oaxaca, México. Năm 2005, dân số của đô thị này là 607 người.